# Finala Cupei Campionilor Europeni 1973
Finala Cupei Campionilor Europeni 1973 a fost un meci de fotbal, care a avut loc pe 30 mai 1973, în care Ajax Amsterdam din Olanda a învins pe Juventus din Italia cu 1-0. Un singur gol marcat de Johnny Rep în primele minute ale meciului a fost de ajuns pentru Ajax să câștige cel de-al treilea trofeu Cupa Campionilor. Această victorie a însemnat că Ajax a primit privilegiul de-a păstra trofeul.

## Detalii
| Ajax   | 1 – 0 | Juventus |
| ------ | ----- | -------- |
| Rep 5' |       |          |

| Ajax | Juventus |

| AJAX:         |    |                   |
|               |    |                   |
| P             | 1  | Heinz Stuy        |
| F             | 3  | Wim Suurbier      |
| F             | 13 | Barry Hulshoff    |
| F             | 12 | Horst Blankenburg |
| F             | 5  | Ruud Krol         |
| M             | 7  | Johan Neeskens    |
| M             | 15 | Arie Haan         |
| M             | 9  | Gerrie Mühren     |
| A             | 16 | Johnny Rep        |
| A             | 14 | Johan Cruijff (c) |
| A             | 11 | Piet Keizer       |
| Antrenor:     |    |                   |
| Ștefan Kovacs |    |                   |

| JUVENTUS:        |    |                      |                 |     |
|                  |    |                      |                 |     |
| P                | 1  | Dino Zoff            |                 |     |
| F                | 2  | Sandro Salvadore (c) |                 |     |
| F                | 3  | Gianpietro Marchetti |                 |     |
| F                | 4  | Francesco Morini     | Cartonaș galben |     |
| F                | 5  | Silvio Longobucco    |                 |     |
| M                | 6  | Franco Causio        |                 | 57' |
| M                | 7  | Giuseppe Furino      |                 |     |
| M                | 8  | Fabio Capello        |                 |     |
| M                | 9  | José Altafini        |                 |     |
| A                | 10 | Pietro Anastasi      |                 |     |
| A                | 11 | Roberto Bettega      |                 | 49' |
| Rezerve:         |    |                      |                 |     |
| M                | 12 | Helmut Haller        |                 | 49' |
| M                | 13 | Antonello Cuccureddu |                 | 57' |
| Antrenor:        |    |                      |                 |     |
| Čestmír Vycpálek |    |                      |                 |     |